# Fire V880
Le serveur informatique SunFire v880 fait partie des moyens de gamme des machines SunFire. Il supporte 8 processeurs UltraSPARC. Les processeurs et la mémoire sont fixés sur une carte dite system boards comportant 2 processeurs et 16 slots pour barrettes de RAM. Il embarque 2 fonds de panier associés à 2 cages à disques durs de 8 slots chacun.
Il est le prédécesseur du serveur SunFire V890 qui supporte les processeurs SUN dernière génération.